# 地引村
地引村（ちびきむら）は、かつて青森県にあった村。

## 沿革
- 1889年（明治22年）4月1日 - 町村制施行により三戸郡苫米地村、高橋村、小泉村、麦沢村、片岸村が合併し、地引村が発足。
- 1955年（昭和30年）4月1日 - 三戸郡田部村と合併して福地村となり消滅。